# Koalicja wyborcza

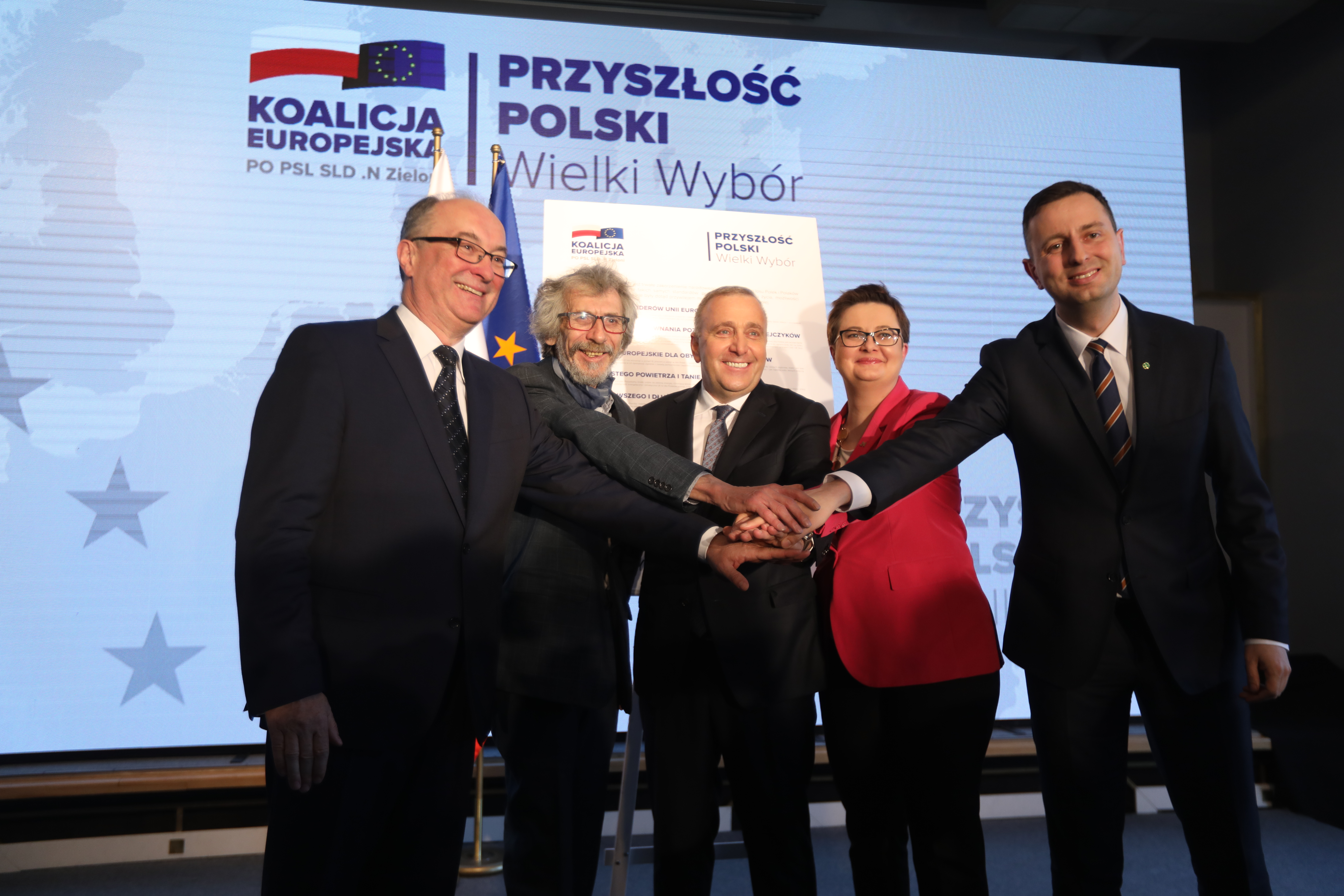
Liderzy koalicji wyborczej (Koalicja Europejska)

Koalicja wyborcza – porozumienie partii politycznych i organizacji związkowych zawierane w celu współdziałania lub współtworzenia list wyborczych, polegające na zgłaszaniu wspólnych kandydatów lub udzielaniu wspólnego poparcia wybranym kandydatom do parlamentu bądź samorządu.